# 石川卓哉
石川 卓哉（いしかわ たくや、1987年10月29日 - ）は、日本の元陸上競技選手、専門は長距離走。山口県豊浦郡豊田町（現下関市豊田町）生まれ。山口県立豊北高等学校、明治大学政治経済学部地域行政学科卒業後、中国電力陸上競技部に所属した。173cm、54kg。

## 経歴
豊北高校入学後に陸上競技を始め、明治大学体育会競走部の一員として箱根駅伝に4年連続出場した他、駅伝競走やトラックレースにて活躍した。
2006年4月明治大学に入学。2007年1月の第83回箱根駅伝では1年生ながら1区を任されたが、区間16位となり結果を残すことはできなかった。明治大学が出場を逃した第84回箱根駅伝には関東学連選抜として出場、3区を走り総合4位の成績を残している。第85回箱根駅伝では2区区間8位となり、明治大学の箱根駅伝シード権獲得に一役を買った。
2009年9月の第78回日本学生陸上競技対校選手権大会5000mでは13分56秒40の記録で宇賀地強、村澤明伸らを抑えて日本人学生最高の3位に入った。10月、第21回出雲全日本大学選抜駅伝競走で6区アンカーを務めて、ギタウ・ダニエルらに次ぎ日本人学生最高となる区間3位の成績を残した。11月、第41回全日本大学駅伝対校選手権大会では4区で区間2位となり、明治大学の総合3位に貢献した。11月、第21回青木半治杯国際千葉駅伝の日本学生選抜代表に選出された。担当した5区ではアベル・キルイと並走して区間4位と粘り、日本学生選抜の一員として3位の総合成績を残した。2010年1月の第86回箱根駅伝でも2区を走って先頭を守り、総合10位の成績を残した。2010年3月には松宮隆行、佐藤敦之らと共に日本陸上競技連盟の男子マラソン強化合宿に参加した。
2010年4月中国電力に入社、11月の第49回中国実業団対抗駅伝競走大会では3区区間賞を獲得する走りで差を広げて、中国電力の大会14連覇に貢献した。2011年1月の第55回全日本実業団対抗駅伝競走大会では実業団1年目ながら出場選手に選ばれ、3区で8人抜きの快走を見せて中国電力の6位入賞に貢献した。全日本実業団駅伝ではその後も2015年まで5年連続3区を走り、その全てで区間順位一桁という安定感を見せた。
2015年に明治大学時代からの先輩である岡本直己からチームの主将を引き継ぎ、2019年まで務めた。

## 記録
- 5000m - 13分35秒38（2011年4月9日：第20回金栗記念選抜陸上中長距離熊本大会）
- 10000m - 28分09秒49（2012年5月12日：第23回ゴールデンゲームズinのべおか）
- マラソン - 2時間16分30秒（2015年3月1日：第70回びわ湖毎日マラソン）